# Oliver Mtukudzi
Oliver Dairai Mtukudzi (ur. 22 września 1952 w Harare, zm. 23 stycznia 2019 tamże) – zimbabweński wokalista. Śpiewał w językach shona i ndebele, będącymi językami używanymi w jego rodzinnym kraju, i po angielsku. Poprzez odwoływanie się do tradycyjnej muzyki afrykańskiej oraz mieszanie różnych stylów muzycznych, stworzył własny charakterystyczny styl, nazwany przez fanów muzyką Tuku (ang. Tuku Music). Mtukudzi współtworzył również południowoafrykański superzespół Mahube.

## Dyskografia

### Albumy
- 1978: Ndipeiwo Zano (powtórnie wydany w 2000)
- 1979: Chokwadi Chichabuda
- 1979: Muroi Ndiani?
- 1980: Africa (powtórnie wydany w 2000)
- 1981: Shanje
- 1981: Pfambi
- 1982: Maungira
- 1982: Please Ndapota
- 1983: Nzara
- 1983: Oliver's Greatest Hits
- 1984: Hwema Handirase
- 1985: Mhaka
- 1986: Gona
- 1986: Zvauya Sei?
- 1987: Wawona
- 1988: Nyanga Yenzou
- 1988: Strange, Isn't It?
- 1988: Sugar Pie
- 1989: Grandpa Story
- 1990: Chikonzi
- 1990: Pss Pss Hallo!
- 1990: Shoko
- 1991: Mutorwa
- 1992: Rombe
- 1992: Rumbidzai Jehova
- 1992: Neria
- 1993: Son of Africa
- 1994: Ziwere MuKobenhavn
- 1995: Was My Child
- 1996: Svovi yangu
- 1995: The Other Side: Live in Switzerland
- 1995: Ivai Navo
- 1997: Ndega Zvangu (powtórnie wydany w 2001)
- 1997: Chinhamwe
- 1998: Dzangu Dziye
- 1999: Tuku Music
- 2000: Paivepo
- 2001: Neria
- 2001: Bvuma (Tolerance)
- 2002: Shanda
- 2002: Vhunze Moto
- 2003: Shanda (Alula Records)
- 2003: Tsivo (Revenge)
- 2004: Greatest Hits Tuku Years
- 2004: Mtukudzi Collection 1991–1997
- 2004: Mtukudzi Collection 1984–1991
- 2005: Nhava (Tolerance)
- 2006: Wonai
- 2007: Tsimba Itsoka
- 2008: Dairai (Believe)
- 2010: Rudaviro
- 2010 Kutsi Kwemoyo (kompilacja)[4]
- 2011: Rudaviro
- 2011: „Abi'angu” (Duets of my time)
- 2012: „Sarawoga” (left alone)

### Kompilacje z innymi artystami
- 1996: The Rough Guide to the Music of Zimbabwe (World Music Network)
- 1999: Unwired: Acoustic Music from Around the World (World Music Network)
- 2000: Unwired: Africa (World Music Network)

## Nagrody
- 1985–1988 – jeden z najlepiej sprzedających artystów w Zimbabwe
- KORA Awards za najlepszą aranżację roku 2002 za Ndakuwara
- 2002 – Finalista SAMA (Najlepsze tradycyjne/współczesne afrykańskie DVD) Live at The Cape Town Jazz Festival
- National Arts Merit Awards (NAMA) dla najlepszego wokalisty w 2002 oraz 2004
- KORA Awards dla najlepszego afrykańskiego artysty i za całokształt twórczości, sierpień 2003
- Reel Award Winner, w kategorii język afrykański w 2003
- Honorowy stopień naukowy Uniwersytetu Zimbabweńskiego, grudzień 2003[5]
- NAMA Award 2003 – Najlepszy zespół/ artysta
- NAMA Award 2004 – Najlepszy zespół/ artysta
- NAMA Award 2005 – Osobowość artystyczna roku
- NAMA Award 2006 – wybitny album (NHAVA)
- 2006 – ZIMA (Best Music Ringing Tone Handiro Dambudziko)
- 2006 – ZIMA (Ambasador muzyki)
- NAMA Award 2007 – Najlepszy zespół/ artysta
- 2007 Ambasador kultury – Zimbabweńskie Stowarzyszenie Turystyczne
- NAMA Award 2008 – (wybitny muzyk)
- Honorowy tytuł Master of Science sztuk pięknych Uniwersytetu Kobiet w Afryce, 2009
- M-Net Najlepszy Soundtrack, 1992, za album Neria[6]
- 2010 – Nagroda Uniwersytetu Zimbabweńskiego (UZ) oraz The International Council of Africana Womanism (ICAW) za całokształt twórczości,
- 2011 – Tytuł pierwszego zimbabweńskiego ambasadora dobrej woli UNICEF dla Wschodniej i Południowo-wschodniej Afryki,
- 2011 – Uhonorowany przez rząd Włoch prestiżowym tytułem kawalera orderu za zasługi, w uznaniu jego pracy jako muzyk międzynarodowy (jest to odpowiednik tytuły rycerskiego).